# Wilhelm le Gros
Wilhelm le Gros (ur. ok. 1115, zm. 20 sierpnia 1179), hrabia d’Aumale, hrabia Yorkshire, lord Holderness, najstarszy syn Stefana, hrabiego d’Aumale, i Hawisy, córki Ralfa, pana de Mortimer.

## Życiorys
Wilhelm był świadkiem wystawiania dwóch dokumentów króla Stefana z Blois w 1136 r. Występuje tam jako Willelmus de Albamarla, ale nie jest umieszczony pomiędzy hrabiami. Podczas wojny domowej z cesarzową Matyldą Wilhelm, znany ze swej siły fizycznej oraz militarnej siły, stał po stronie króla Stefana. Odznaczył się w bitwie o Sztandar w 1138 r., podczas najazdu szkockiego. Otrzymał za to tytuł hrabiego Yorkshire. W 1141 r. towarzyszył królowi w bitwie pod Lincoln.
W 1139 r. ufundował opactwo w Thornton w hrabstwie Lincolnshire. W 1150 r. ufundował opactwo w Meaux. Zbudował również zamek w Scarborough, który jednak został wyburzony za czasów króla Henryka II, gdyż Wilhelm zbudował go bez królewskiego pozwolenia.
Ożenił się z Cecylią, panią Skipton, córką i dziedziczką Wilhelma fitz Duncana oraz Alicji, córki Wilhelma le Meschin. Ze związku z Cecylią nie doczekał się męskiego potomstwa. Miał z nią tylko córkę, Hawisę (zm. 11 marca 1214), która odziedziczyła tytuły ojcowskie. Trzykrotnie wychodziła za mąż - za Williama de Mandeville, 3. hrabiego Essex, Williama de Forz oraz Baldwina de Béthune.